# العلاقات الدومينيكانية السريلانكية
العلاقات الدومينيكانية السريلانكية هي العلاقات الثنائية التي تجمع بين جمهورية الدومينيكان وسريلانكا.

## مقارنة بين البلدين
هذه مقارنة عامة ومرجعية للدولتين:
| وجه المقارنة                                              | جمهورية الدومينيكان | سريلانكا                         |
| --------------------------------------------------------- | ------------------- | -------------------------------- |
| المساحة (كم2)                                             | 48.67 ألف           | 65.61 ألف                        |
| عدد السكان (نسمة)                                         | 10.40 مليون         | 21.44 مليون                      |
| الكثافة السكانية (ن./كم²)                                 | 213.68              | 326.78                           |
| العاصمة                                                   | سانتو دومينغو       | سري جاياواردنابورا كوتي، كولمبو  |
| اللغة الرسمية                                             | اللغة الإسبانية     | اللغة السنهالية، اللغة التاميلية |
| العملة                                                    | بيزو دومنيكاني      | روبية سريلانكي                   |
| الناتج المحلي الإجمالي (بليون دولار)                      | 75.93 مليار         | 87.17 مليار                      |
| الناتج المحلي الإجمالي (تعادل القوة الشرائية) بليون دولار | 149.89 مليار        | 246.62 مليار                     |
| الناتج المحلي الإجمالي الاسمي للفرد دولار أمريكي          | 6.47 ألف            | 3.93 ألف                         |
| الناتج المحلي الإجمالي للفرد دولار أمريكي                 | 13.26 ألف           | 11.11 ألف                        |
| مؤشر التنمية البشرية                                      | 0.715               | 0.757                            |
| رمز المكالمات الدولي                                      | +1809، +1829، +1849 | +94                              |
| رمز الإنترنت                                              | .do                 | .lk،                             |
| المنطقة الزمنية                                           | 00                  | ت ع م+05:30                      |

## منظمات دولية مشتركة
يشترك البلدان في عضوية مجموعة من المنظمات الدولية، منها:
| علم المنظمة | اسم المنظمة                        | تاريخ انضمام جمهورية الدومينيكان | تاريخ انضمام سريلانكا |
| ----------- | ---------------------------------- | -------------------------------- | --------------------- |
|             | المنظمة الهيدروغرافية الدولية      | ?                                | ?                     |
|             | الاتحاد البريدي العالمي            | ?                                | ?                     |
|             | يونسكو                             | 4 نوفمبر 1946                    | 14 نوفمبر 1949        |
|             | البنك الدولي للإنشاء والتعمير      | 18 سبتمبر 1961                   | 29 أغسطس 1950         |
|             | منظمة التجارة العالمية             | ?                                | ?                     |
|             | وكالة ضمان الاستثمار متعدد الأطراف | 7 مارس 1997                      | 27 مايو 1988          |
|             | منظمة الشرطة الجنائية الدولية      | ?                                | ?                     |
|             | مؤسسة التمويل الدولية              | 31 أكتوبر 1961                   | 20 يوليو 1956         |
|             | الأمم المتحدة                      | 24 أكتوبر 1945                   | 14 ديسمبر 1955        |
|             | مؤسسة التنمية الدولية              | 16 نوفمبر 1962                   | 27 يونيو 1961         |
|             | منظمة حظر الأسلحة الكيميائية       | ?                                | ?                     |

## وصلات خارجية
- موقع وزارة الخارجية السريلانكية